# Dalianhe
Die Großgemeinde Dalianhe (chinesisch 达连河镇, Pinyin Dáliánhé Zhèn) liegt im Kreis Yilan, der zum Verwaltungsgebiet der Unterprovinzstadt Harbin, der Hauptstadt der Provinz Heilongjiang in der Volksrepublik China, gehört. Sie liegt etwa 250 km östlich des Stadtzentrums von Harbin am Fluss Songhua Jiang. Der Ort hat 60.351 Einwohner (Stand: Zensus 2010), von 388.319 im gesamten Kreis Yilan im Jahr 2010.
Im Winter ist es in Dalianhe sehr kalt, in den Nächten kann die Temperatur bis auf −40 °C sinken. Oft beginnt es im Oktober schon zu schneien und der Frost endet meist erst Ende April. Dementsprechend ist die Vegetationszeit relativ kurz. Im Sommer ist die Stadt angenehm kühl.
Dalianhe kam am 1. Dezember 2005 international in die Medien, als nach dem Chemieunfall von Jilin das verseuchte Flusswasser die Großgemeinde erreichte. Genau wie andere Orte zuvor wurde auch Dalianhe von der Wasserversorgung abgeschnitten. 